# Habtamu Fikadu
Habtamu Fikadu (* 13. März 1988 in der Provinz Shewa) ist ein äthiopischer Langstreckenläufer.
Er begann seine Karriere als Sprinter und gewann bei den Junioren-Afrikameisterschaften 2005 Bronze über 400 m. 2006 wurde er Sechster beim Juniorenrennen der Crosslauf-Weltmeisterschaften in Fukuoka und schied bei den Leichtathletik-Afrikameisterschaften in Bambous über 400 m im Vorlauf aus.
Im Jahr darauf siegte er beim Obudu-Berglauf. Bei den Crosslauf-Weltmeisterschaften 2008 in Edinburgh wurde er im Erwachsenenrennen Neunter und gewann mit der äthiopischen Mannschaft ebenso Silber wie bei den Crosslauf-Weltmeisterschaften 2009 in Amman, bei der er in der Einzelwertung auf den fünften Platz kam.
Mit einem erneuten Sieg beim Obudu-Berglauf wurde er 2009 zum ersten Afrikameister im Berglauf.

## Persönliche Bestzeiten
- 400 m: 46,79 s, 29. Mai 2006, Addis Abeba
- 3000 m: 7:57,78 min, 22. Juni 2006, Algier
- 5000 m: 13:30,29 min, 30. Mai 2009, New York City
- 10.000 m: 27:06,47 min, 26. Mai 2007, Hengelo